# Santa Cruz (Jamajka)
Santa Cruz – miasto na Jamajce, w regionie Saint Elizabeth.